# Jo Cox
Jo Cox, właśc. Helen Joanne Cox (ur. 22 czerwca 1974 w Batley, zm. 16 czerwca 2016 w Birstall) – brytyjska polityczka Partii Pracy, posłanka do Izby Gmin.

## Życiorys
W 1995 ukończyła studia na University of Cambridge. Od 2015 zasiadała w Izbie Gmin z ramienia Partii Pracy, była między innymi założycielką Parlamentarnej Grupy Przyjaciół Syrii. Została zabita 16 czerwca 2016 w swoim biurze poselskim w Birstall koło Leeds. Ugodzono ją nożem i śmiertelnie postrzelono.